# Theodor Körner (politikus)
Theodor Körner (Újszőny, 1873. április 24. – Bécs, 1957. január 4.) Ausztria 5. elnöke.

## Élete
Apja, Theodor Karl Körner százados a monarchia hadseregének tisztjeként szolgált Komáromban.
Katonai iskolába járt a morvaországi Hraniceben. 1894-ben lett hadnagy, majd Zágrábban szolgált. 1904-ben őrnaggyá léptették elő és az osztrák katonai stáb tagja lett. Az első világháború alatt az olasz fronton szolgált. 1924-ben tábornokként vonult vissza a katonai pályáról. Ekkor csatlakozott a szociáldemokratákhoz és a parlament tagja lett. 1933 decemberétől 1934 februárjáig a felsőház elnöke volt.
Engelbert Dollfuß hatalomra jutásával politikai karrierje véget ért, letartóztatták pártjának több tagjával együtt. A második világháború alatt a nemzetiszocialisták börtönözték be. 1945 áprilisában a felszabadult Bécs polgármestere lett. Vezetése alatt épült újjá romjaiból Bécs. Karl Renner halála után pártja őt jelölte az elnöki tisztre, melyet enyhe többséggel (51%) nyert meg. 1951–1957 között az ország első közvetlenül választott elnöke lett.
Elméleti katonai műveket írt.

## Elismerései és emlékezete
- 1945 Bécsi Műszaki Egyetem tiszteletbeli doktora
- 1948 Bécs díszpolgára
- 1956 Németország érdemrendjének nagykeresztje
- Bécsben utcát neveztek el róla
- Theodor Körner tudományos és művészeti díj